# 邓西斯 (北达科他州)
邓西斯（英語：Dunseith），是美国北达科他州下属的一座城市。根据2010年美国人口普查，该市有人口773人。2011年估计该市有人口787人，相对于2010年，增长率为1.81%。